# Teatro comunale (L'Aquila)
Il teatro comunale dell'Aquila è lo storico teatro pubblico della città. È sede del Teatro Stabile d'Abruzzo.

## Storia
Edificato nella seconda metà del XIX secolo su progetto di Luigi Catalani con la collaborazione dell'ingegnere Achille Marchi, rappresenta il terzo teatro pubblico cittadino dopo la Sala Olimpica ed il Teatro San Salvatore, quest'ultimo incluso nell'ex edificio ospedaliero situato frontalmente all'attuale Teatro comunale. La sua costruzione si rese necessaria in seguito proprio alla chiusura della Sala Olimpica contenuta nel Palazzo della Prefettura, probabilmente a causa della sua vicinanza con la chiesa di Sant'Agostino.
L'esproprio del terreno avvenne nel 1854 e la costruzione cominciò nel 1857, in contemporanea con la distruzione della Sala Olimpica. I lavori subiscono forti rallentamenti a causa delle guerre risorgimentali e della prematura scomparsa dell'architetto Catalani nel 1867, poi sostituito dall'ingegnere Achille Marchi. Il teatro, che avrebbe dovuto essere intitolato dapprima a Ferdinando II delle Due Sicilie quindi a Vittorio Emanuele II d'Italia, venne poi completato nel 1872 e inaugurato il 14 maggio 1873 con Un ballo in maschera come teatro comunale con la struttura attuale con platea a ferro di cavallo, 57 palchi disposti su tre ordini e loggione finale e circa 600 posti complessivi.
Dal 1963 è sede del Teatro Stabile d'Abruzzo, il principale ente teatrale della regione. Dal 1970 è stato affiancato da una sala secondaria (Ridotto) a due livelli con ingresso indipendente sulla piazza e 220 posti complessivi, sede dell'Istituzione Sinfonica Abruzzese. Nel 2007 il teatro viene intitolato al cantante Nazzareno De Angelis.
Nel 2009 la struttura è stata fortemente danneggiata dal terremoto del 6 aprile riportando lesioni in facciata ed il crollo del soffitto del foyer e del cornicione anteriore; è stata perciò chiusa a tempo indeterminato. Il Ridotto, danneggiato in maniera meno evidente, è stato riaperto nel dicembre del 2009 ed ospita provvisoriamente gli spettacoli del Teatro Stabile d'Abruzzo.
In seguito ai gravi danni subiti ed in attesa del restauro della struttura, nel 2010 è stata approvata, su progetto dell'architetto Mario Cucinella, la costruzione di un nuovo teatro comunale in legno lamellare antisismico destinato ad essere inglobato in una più ampia operazione di riqualificazione dell'area di Piazza d'Armi. La costruzione, patrocinata dal Teatro Stabile e finanziata, in parte, dal governo australiano dovrebbe essere utilizzabile già dal 2011.
Nel 2015 è stata affidata alla Conscoop di Forlì la ricostruzione del Teatro danneggiato.

## Descrizione
Il teatro è situato nella piazza del Teatro, originariamente abbellita dal monumento a Teofilo Patini, rimosso durante il fascismo, una monumentale statua di bronzo sopra un piedistallo, costruita nel 1925, opera di Sebastiano Tarquini, allievo del Patini. La statua nel 1940 fu fusa.
La piazza ospitava sino al XIX secolo anche l'altro teatro della città, il San Salvatore, poi riconvertito in edificio scolastico, l'attuale scuola elementare "Edmondo De Amicis".
La struttura è tipicamente neoclassica: la facciata è semplice a doppio ordine con cinque aperture per livello di cui, le tre centrali, sono leggermente aggettanti, scandite da colonne e sovrastate da balconata e frontone triangolare finale. Il foyer, denominato Sala Rossa, è interamente affrescato ed è caratterizzato da uno scalone monumentale in marmo, anch'esso di derivazione neoclassica. La sala presenta una platea a ferro di cavallo prospiciente un palcoscenico di circa 150 m². I palchi circondano la platea e sono divisi in tre ordini sovrastati da un loggione da circa 100 posti. Il teatro conserva ancora il sipario originale, di circa 100 m², dipinto nella prima metà del XIX secolo da Franz Hill per la Sala Olimpica.
Prima della chiusura del 2009 il teatro ha fatto registrare la media d'occupazione teatrale più alta in Italia.